# Chappell Peak
Chappell Peak ist ein 1860 m hoher Berg im westantarktischen Ellsworthland. In den Enterprise Hills der Heritage Range im Ellsworthgebirge ragt er etwa 6 Kilometer südlich des Schoeck Peak und einige Kilometer südöstlich des Guarcello Peak am nördlichen Ende des Horseshoe Valley auf.
Der Berg wurde im Rahmen der Erfassung der Enterprise Hills in den Jahren von 1961 bis 1966 durch Vermessungen vor Ort und Luftaufnahmen der United States Navy kartografiert. Das Advisory Committee on Antarctic Names benannte ihn nach Richard L. Chappell, der 1957 als wissenschaftlicher Mitarbeiter auf der amerikanischen Antarktisstation Little America V arbeitete.

## Einzelnachweise

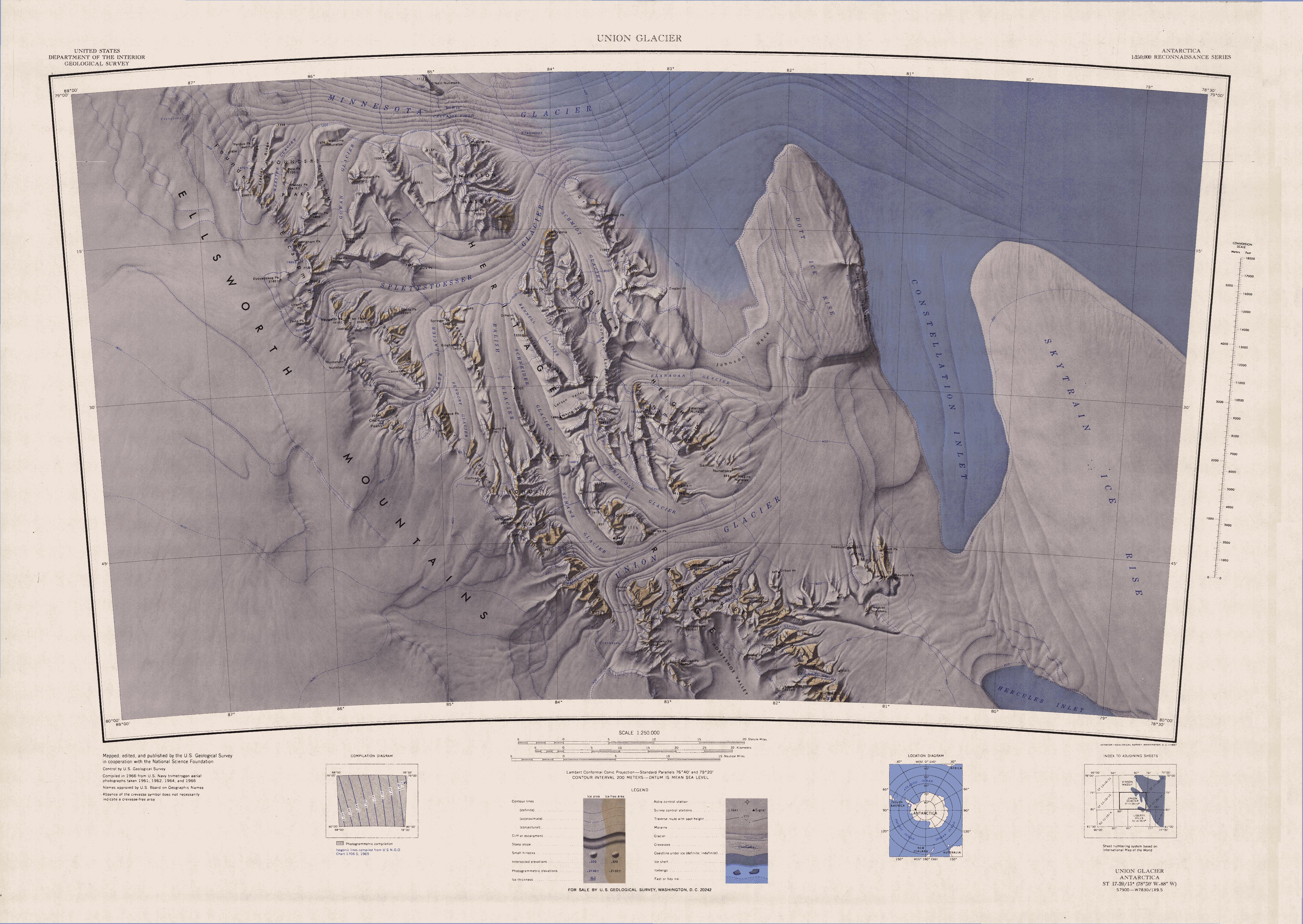
Karte der Region mit Chappell Peak mittig am unteren Rand